# Direttiva compatibilità elettromagnetica
La Direttiva 2014/30/UE del Parlamento Europeo e del Consiglio del 26 febbraio 2014
, nota agli addetti ai lavori come direttiva compatibilità elettromagnetica o direttiva EMC (dall'acronimo inglese Electro Magnetic Compatibility) concerne il ravvicinamento delle legislazioni degli Stati membri relative alla compatibilità elettromagnetica e che abroga la direttiva 2004/108/CE.

## Caratteristiche

Simbolo della marcatura CE.

Tale direttiva è una delle più antiche direttive del mercato unico europeo adottate dall'Unione europea prima del "Nuovo approccio" o "approccio globale" e la sua validità è riconosciuta nell'ambito di tutto il mercato unico europeo allargato (ovvero il mercato unico europeo con l'estensione ai paesi EFTA: Islanda, Norvegia, Svizzera e Liechtenstein).
La direttiva prevede obiettivi comuni nel contesto delle norme di sicurezza, assicurando che un'apparecchiatura approvata da un paese membro dell'Unione europea sia conforme per l'uso a cui è destinato in tutti gli altri paesi dell'UE.
La direttiva sulla compatibilità elettromagnetica non definisce alcuno standard tecnico specifico, ma fa riferimento esplicito alle norme tecniche IEC/ISO CEN/EN alle quali i produttori di prodotti elettrici devono rigorosamente attenersi.
I prodotti conformi alla direttiva compatibilità elettromagnetica ed a tutte le altre norme e direttive pertinenti il prodotto stesso devono obbligatoriamente essere contrassegnati con la marcatura CE per indicarne la conformità.
La conformità è asserita dal produttore con la dichiarazione di conformità CE (redatta in conformità alla norma ISO/IEC 17050-1:2004 e successivi aggiornamenti sebbene sia spiegato anche nella direttiva stessa nell'allegato IV) e ne conserva copia nel fascicolo tecnico del prodotto sulla base dell'articolo 3 dell'Allegato II della Direttiva Compatibilità Elettromagnetica.
Nel caso si tratti di impianto fisso deve fornire una copia della dichiarazione di conformità al cliente.

## Ambito di applicazione
La direttiva si applica ad ogni apparecchio o impianto fisso e disciplina la compatibilità elettromagnetica delle apparecchiature, con lo scopo di garantire il funzionamento del mercato interno prescrivendo che le apparecchiature siano conformi ad un livello adeguato di compatibilità elettromagnetica.
È in ogni caso fondamentale fare riferimento a guide specifiche redatte dalla Commissione europea

## Esclusioni
La direttiva non si applica:
- alle apparecchiature oggetto della direttiva 1999/5/CE
- ai prodotti aeronautici,
- alle apparecchiature radio utilizzate da radioamatori
- alle apparecchiature che per loro natura non possono generare emissioni elettromagnetiche che superano un livello compatibile con il regolare funzionamento di altre apparecchiature
- alle apparecchiature che per loro natura funzionano senza deterioramento inaccettabile in presenza delle perturbazioni elettromagnetiche abitualmente derivanti dall'uso al quale sono destinate
- ai kit di valutazione su misura per professionisti destinati ad essere utilizzati unicamente in strutture di ricerca e sviluppo a tali fini.

## Attuazione/recepimento
La direttiva è entrata in vigore in seguito alla pubblicazione sulla Gazzetta Ufficiale n. 121 del 25 maggio 2016 del decreto legislativo 18 Maggio 2016, n. 80